# Circuit intégré 4070

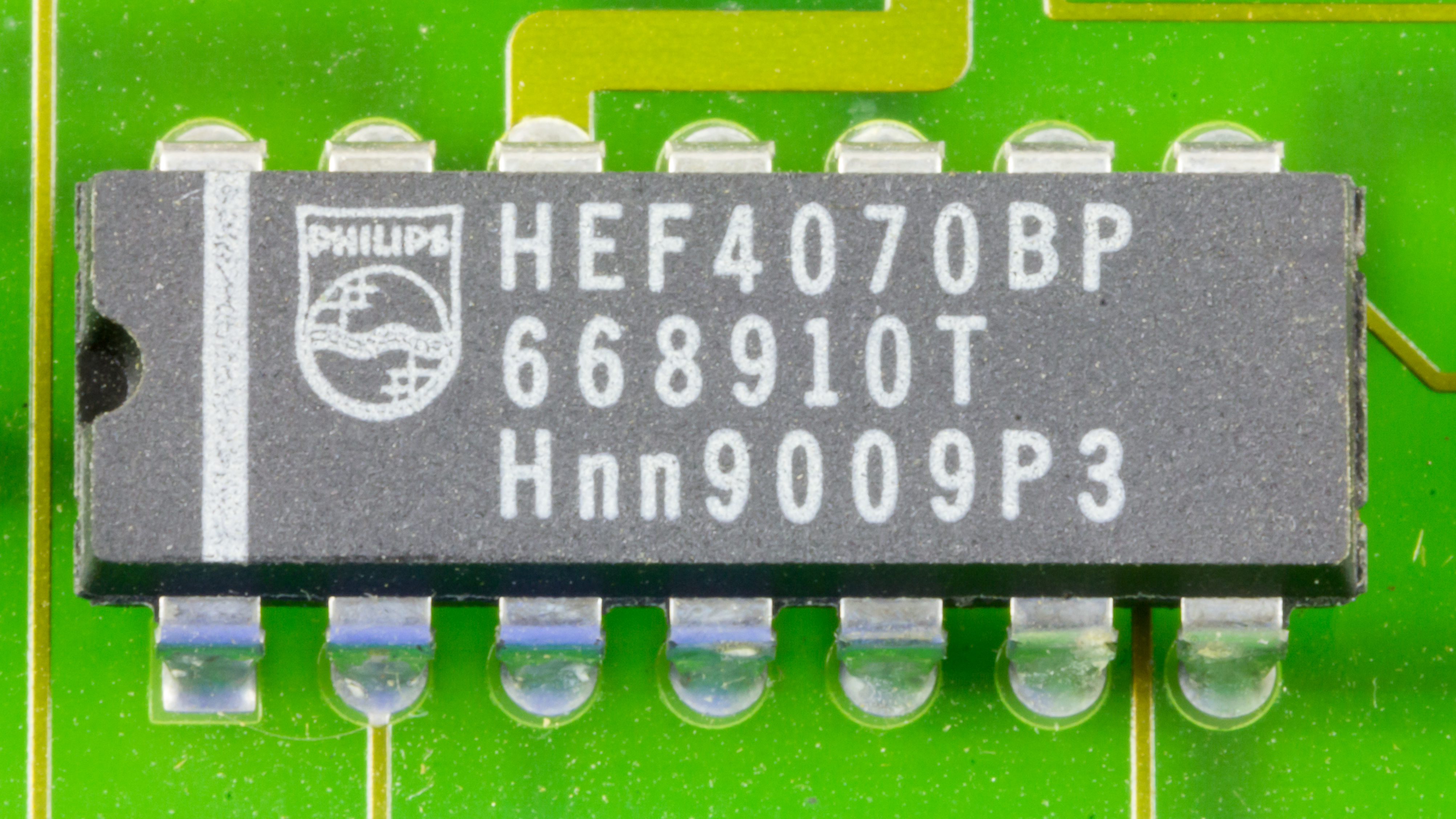
Circuit intégré HEF4070BP de Philips

Le circuit intégré 4070,, qui fait partie de la série des circuits intégrés 4000 utilisant la technologie CMOS, est composé de quatre portes logiques indépendantes OU exclusif à deux entrées.
Remplaçant les circuits 4030, il est équivalent aux circuits 74C86 et MC14507.

## Brochage

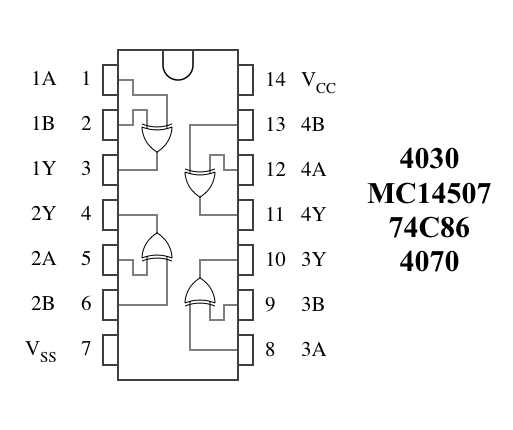
Brochage du circuit 4070 en boîtier DIP (vue du dessus)

## Schéma interne

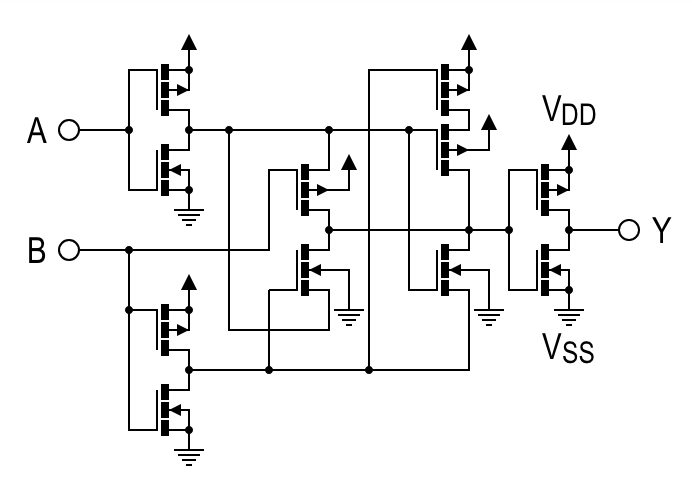
Schéma d'une porte du circuit CD4070B (OU Exclusif) de Texas Instruments. Les circuits de protection sur les entrées ne sont pas représentés.

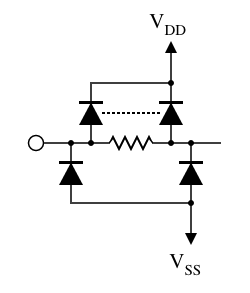
Schéma équivalent du circuit de protection des entrées des portes logiques CMOS CD4070B de Texas Instruments. Les deux diodes supérieures figurent une seule diode répartie le long de la résistance.

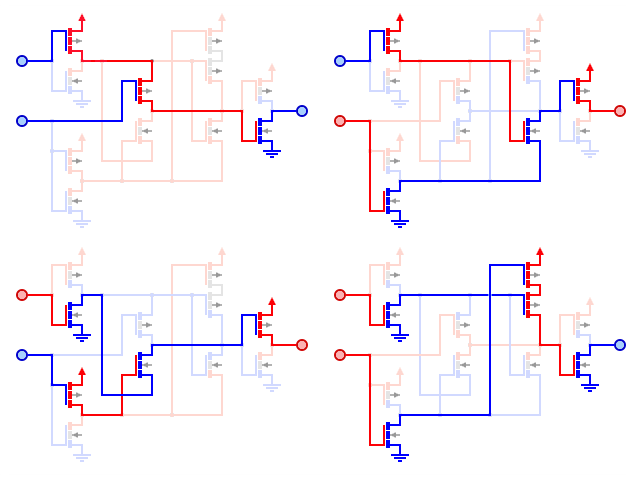
Principe de fonctionnement d'une porte du circuit CD4070B de Texas Instruments, pour les quatre états possibles de la porte. Niveau bas (0 logique) en bleu ; niveau haut (1 logique) en rouge.

## Table de vérité
| Entrées | Entrées | Sortie |
| A       | B       | Y      |
| ------- | ------- | ------ |
| 0       | 0       | 0      |
| 0       | 1       | 1      |
| 1       | 0       | 1      |
| 1       | 1       | 0      |